# Гай Ветурий Цикурин
Гай Ветурий Цикурин (лат. Gaius Veturius Cicurinus; V век до н. э.) — римский политический деятель, консул 455 года до н. э.
Коллегой Гая Ветурия по должности стал Тит Ромилий Рок Ватикан. Консулы совместно разбили эквов на Альгиде, причём противник потерял семь тысяч человек убитыми. Захваченную добычу Ветурий и Ромилий продали с торгов, и это стало основанием для предъявления им обвинений плебейскими магистратами. Гая Ветурия привлёк к суду сразу по истечении его полномочий народный трибун Луций Алиен; обвиняемого штрафовали на 15 тысяч медных ассов.
В 453 году до н. э. авгуры выбрали Ветурия новым членом своей коллегии (по словам Тита Ливия, «с тем большей охотою, что тот был осуждён плебеями»).